# Kerrville (Teksas)
Kerrville je grad u američkoj saveznoj državi Teksas. Prema popisu stanovništva iz 2010. u njemu je živjelo 22.347 stanovnika.